# Lago Azul (Chubut)
El Lago Azul es un lago andino de origen glaciar situado en la Patagonia argentina, muy próximo a la frontera con Chile.

## Geografía
El lago Azul se encuentra en el extremo oeste de la provincia del Chubut, en el departamento Tehuelches, a sólo 150 metros del límite con la Región Aysén del General Carlos Ibáñez del Campo de la Patagonia chilena. Se encuentra a quince kilómetros al sureste del lago Pico Número Dos.
El lago tiene una forma más o menos rectangular, alargada de norte a sur. Posee 1,9 km de longitud y 800 m de largo.
El lago está rodeado por un hermoso tipo de bosque andino patagónico en buen estado. Es de difícil acceso, por lo que es rara vez visitado, lo que contribuye al bien del medio ambiente.

## Emisario
Su emisario, el arroyo Shamán nace en la orilla este y se dirige en territorio argentino, generalmente hacia el este. Converge en la margen derecha del arroyo Apeleg, que es afluente en la margen derecha del arroyo Genoa. Finalmente desemboca en la margen izquierda del río Senguerr. Por consiguiente, el lago Azul es parte de la cuenca hacia el interior de este último.